# Michiel van de Hazelhoeve
Michiel van de Hazelhoeve (Zweeds: Emil i Lönneberga), is de naam van de hoofdpersoon uit de gelijknamige kinderboekenserie van Astrid Lindgren. In latere uitgaven van het boek is een vertaling gebruikt die dichter bij het Zweedse origineel staat: Emiel van de Hazelhoeve.
Er is een televisieserie gemaakt gebaseerd op de boeken, met de oorspronkelijke Zweedse naam Emil. 

## Boeken
Het eerste van de drie boeken over Michiel verscheen op 23 mei 1963. Later werd er een televisieserie over Michiel gemaakt, waarin Astrid Lindgren zelf de commentaarstem verzorgde. 

### Inhoud
Michiel is de ondeugende, ongeveer achtjarige zoon van Anton en Alma Svensson, die met zijn  zusje Ida op de boerderij Hazelhoeve (Katthult) in Lönneberga in het Zweedse Småland wonen. Michiels vriend Alfred, Lina en Tyttebærmaja, een oud vrouwtje, zijn andere personages. Michiel heeft ook een varken genaamd Grisepjokket. 
Michiel komt door zijn streken vaak in de problemen. Hij komt bijvoorbeeld met zijn hoofd vast te zitten in de soepterrine, omdat hij het onderste wil oplikken. Ook hijst hij zijn zusje in een vlaggenmast zodat ze hem kan vertellen hoe ver je van daar kan kijken. Hij raakt per ongeluk dronken van vergiste kersen. Ook laat hij zijn ouders zich rot schrikken door uitslag op zijn zus' en zijn eigen gezicht te schilderen zodat het lijkt of ze tyfus hebben.
Wanneer Michiel kattenkwaad heeft uitgehaald, wordt zijn vader vaak erg boos en schreeuwt dan zijn naam uit. Soms wordt Michiel door zijn vader in de schuur opgesloten, maar hij vindt dat niet zo erg, omdat hij de tijd met het snijden van figuren van hout verdrijft. Het schuurtje staat vol met uitgesneden figuurtjes, 369 in totaal. Zijn moeder houdt zijn streken bij in een notitieboekje.
Michiel heeft ook een nobele kant en redt Alfred de knecht het leven wanneer deze bloedvergiftiging oploopt door hem op de slee dwars door een sneeuwbui naar de dokter te brengen. Op latere leeftijd leert hij zijn vindingrijkheid wijselijk te benutten.

## Televisieserie
De televisieserie is in Nederland (eerst door de NCRV en later door de KRO) uitgezonden onder de naam. De commentaarstem in de Nederlandse serie was van Anne-Wil Blankers.
- Library of Congress Control Number: no2014121490
- MusicBrainz: b0b0d8b9-3aaa-4400-9a1a-6d2a740d0350
- Nationale Bibliotheek van Israël: 987007539616005171
- Virtual International Authority File: 310721167
- WorldCat: E39PCjF3GqpjKVQXqHtpDwx6mm